# ويسلي سولزبيرجر
ويسلي سولزبيرجر (بالإنجليزية: Wesley Sulzberger)‏ ولد بتاريخ 26 أكتوبر 1986 في تاسمانيا، أستراليا، هو دراج في صنف سباق الدراجات على الطريق.

## سجل النتائج

### المراكز
- حقق المركز الـ 8 في طواف تركيا 2011

## الميداليات
| الميدالية | المسابقة                                    |
| --------- | ------------------------------------------- |
| فضية      | بطولة العالم لسباق الدراجات على الطريق 2007 |

## روابط خارجية
- ويسلي سولزبيرجر على موقع الاتحاد الدولي للدراجات (الإنجليزية)
- ويسلي سولزبيرجر على موقع أرشيف الدراجات (الإنجليزية)
- ويسلي سولزبيرجر على موقع إحصائيات الدراجات الإحترافية (الإنجليزية)
- ويسلي سولزبيرجر على موقع نسبة الدراجات (الإنجليزية)
- Wesley Sulzberger profile